# Villarreal (Teksas)
Villarreal – jednostka osadnicza w Stanach Zjednoczonych, w stanie Teksas, w hrabstwie Starr.